# Christine Vachon
Pour les articles homonymes, voir Vachon.
Christine Vachon, née le 21 novembre 1962, est une productrice indépendante américaine. Elle a notamment produit des films de Todd Solondz, Todd Haynes, Larry Clark ou John Waters. Nombre de ses productions sont présentées dans les festivals de Sundance ou de Deauville.

## Biographie
Elle est la fondatrice avec Pamela Koffler de la société de production Killer Films.

### Famille
Christine Vachon est la fille du photographe John Vachon ; elle est apparentée à Max Vachon.

## Filmographie sélective
- 1983 : Variety de Bette Gordon
- 1995 : Kids de Larry Clark
- 1996 : I Shot Andy Warhol de Mary Harron
- 1998 : Velvet Goldmine de Todd Haynes
- 1999 : Happiness de Todd Solondz
- 2000 : Boys Don't Cry de Kimberly Peirce
- 2000 : Crime + Punishment de Rob Schmidt
- 2001 : Storytelling de Todd Solondz
- 2002 : Photo Obsession de Mark Romanek
- 2003 : Loin du paradis de Todd Haynes
- 2005 : A Dirty Shame de John Waters
- 2006 : The Notorious Bettie Page de Mary Harron
- 2006 : I'm Not There de Todd Haynes
- 2008 : Savage Grace de Tom Kalin
- 2011 : Mildred Pierce, mini-série télévisée de Todd Haynes
- 2012 : At Any Price de Ramin Bahrani
- 2013 : Kill Your Darlings de John Krokidas
- 2013 : Electric Slide de Tristan Patterson
- 2013 : The Last of Robin Hood de Richard Glatzer et Wash Westmoreland
- 2015 : Carol de Todd Haynes
- 2018 : Colette de Wash Westmoreland
- 2019 : Dark Waters de Todd Haynes
- 2020 : Sons of Philadelphia (The Sound of Philadelphia) de Jérémie Guez
- 2023 : A Good Person de Zach Braff

## Prix et distinctions
- 2008 : Prix Raimondo Rezzonico au festival du film de Locarno